# Drimoleague
Drimoleague (iriska: Drom dhá Liag) är en ort i republiken Irland.   Den ligger i grevskapet County Cork och provinsen Munster, i den sydvästra delen av landet, 280 km sydväst om huvudstaden Dublin. Drimoleague ligger 63 meter över havet och antalet invånare är 468.
Terrängen runt Drimoleague är platt åt sydost, men åt nordväst är den kuperad. Runt Drimoleague är det ganska glesbefolkat, med 23 invånare per kvadratkilometer.  Trakten runt Drimoleague består i huvudsak av gräsmarker.